# Syntrichia caninervis
Espèce
Syntrichia caninervis est une espèce de bryophytes de la famille des Pottiaceae.

## Description
Une étude publiée en 2024 démontre que cette espèce de mousse extrêmophile est capable de résister à une atmosphère composée à 95 % de dioxyde de carbone, à des températures pouvant varier de −60 °C à 20 °C, à une exposition aux rayons gamma jusqu'à une dose de 500 Gy (ce qui semble même favoriser sa croissance), ainsi qu'à des congélations de plusieurs années. 
Cette capacité à résister à des conditions extrêmes en ont fait une candidate pour une implantation future éventuelle sur la planète Mars,.

## Liste des variétés
Selon GBIF (1er juillet 2024) :
- Syntrichia caninervis var. abranchesii (Luisier) R.H.Zander
- Syntrichia caninervis var. astrakhanica Ignatov, Ignatova & Suragina
- Syntrichia caninervis var. caninervis Mitt.
- Syntrichia caninervis var. gypsophila (J.J.Amann ex G.Roth) Ochyra
- Syntrichia caninervis var. pseudodesertorum (Vondr.) M.T.Gallego

## Systématique
Le nom correct complet (avec auteur) de ce taxon est Syntrichia caninervis Mitt.,.
Syntrichia caninervis a pour synonymes :
- Barbula bornmuelleri (Schiffn.) Paris
- Barbula caninervis (Mitt.) A.Jaeger
- Barbula desertorum (Broth.) Paris
- Grimmia cucullata J.X.Luo & P.C.Wu
- Syntrichia desertorum (Broth.) J.J.Amann
- Syntrichia pseudodesertorum (J.Froehl.) S.Agnew & Vondr.
- Tortula bistratosa Flowers
- Tortula bornmuelleri Schiffn.
- Tortula caninervis subsp. caninervis
- Tortula caninervis (Mitt.) Broth.
- Tortula desertorum Broth.
- Tortula pseudodesertorum J.Froehl.
- Tortula saharae Trab.

### Publication originale
- (la + en) William Mitten, « Musci Indiae Orientalis; an Enumeration of the Mosses of the East Indies », Journal of the Proceedings of the Linnean Society. Botany, Londres, vol. 1,‎ 1859, p. 1-157 (OCLC 2251725, DOI 10.1111/J.1095-8339.1859.TB02466.X, lire en ligne).